# Europeiska cupvinnarcupen i fotboll 1972/1973
Europeiska cupvinnarcupen i fotboll 1972/1973 vanns av AC Milan, Italien som i finalen slog Leeds United, England med 1–0 i Thessaloniki den 16 maj 1973. Matchen är omtalad på grund av misstankar att domaren Christos Michas från Grekland var mutad av Milan, misstankarna är baserat på ett flertal kontroversiella domslut under matchen, samtliga till Milans fördel. Uefa ansåg att domarens insats var så tveksam att de beslöt stänga av honom på livstid. Leeds krävde omspel vilket Uefa dock avslog. 

## Inledande omgångar

### Första omgången
| Lag 1                | Totalt       | Lag 2                | Möte 1 | Möte 2 |
| Bastia               | 1–2          | Atlético Madrid      | 0–0    | 1–2    |
| Spartak Moskva       | 1–0          | FC Den Haag          | 1–0    | 0–0    |
| Víkingur             | 00–11        | Legia Warszawa       | 0–2    | 0–9    |
| Red Boys Differdange | 1–7          | AC Milan             | 1–4    | 0–3    |
| Pezoporikos Larnaca  | 2–6          | Cork Hibernians      | 1–4    | 0–3    |
| Schalke 04           | 5–2          | Slavija Sofia        | 2–1    | 3–1    |
| Floriana             | 1–6          | Ferencváros          | 1–0    | 0–     |
| Standard Liège       | 3–4          | Sparta Prag          | 1–0    | 2–4    |
| Carl Zeiss Jena      | 8–4          | Mikkelin Palloilijat | 6–1    | 2–3    |
| Ankaragücü           | 1–2          | Leeds United         | 1–1    | 0–1    |
| Rapid Wien           | 00002–2 (BM) | PAOK                 | 0–0    | 2–2    |
| Rapid Bukarest       | 3–1          | Landskrona BoIS      | 3–0    | 0–1    |
| Sporting Lissabon    | 3–7          | Hibernian            | 2–1    | 1–6    |
| Fremad Amager        | 00001–1 (BM) | Besa Kavajë          | 1–1    | 0–0    |
| Zürich               | 2–3          | Wrexham              | 1–1    | 1–2    |
| Hajduk Split         | 2–0          | Fredrikstad FK       | 1–0    | 1–0    |

### Andra omgången
| Lag 1           | Totalt       | Lag 2          | Möte 1 | Möte 2     |
| Atlético Madrid | 00005–5 (BM) | Spartak Moskva | 3–4    | 2–1        |
| Legia Warszawa  | 2–3          | AC Milan       | 1–1    | 1–2 (e.f.) |
| Cork Hibernians | 0–3          | Schalke 04     | 0–0    | 0–3        |
| Ferencváros     | 3–4          | Sparta Prag    | 2–0    | 1–4        |
| Carl Zeiss Jena | 0–2          | Leeds United   | 0–0    | 0–2        |
| Rapid Wien      | 2–4          | Rapid Bukarest | 1–1    | 1–3        |
| Hibernian       | 8–2          | Besa Kavajë    | 7–1    | 1–1        |
| Wrexham         | 00003–3 (BM) | Hajduk Split   | 3–1    | 0–2        |

## Slutspel

### Kvartsfinaler
| Lag 1          | Totalt | Lag 2          | Möte 1 | Möte 2 |
| Spartak Moskva | 1–2    | AC Milan       | 0–1    | 1–1    |
| Schalke 04     | 2–4    | Sparta Prag    | 2–1    | 0–3    |
| Leeds United   | 8–1    | Rapid Bukarest | 5–0    | 3–1    |
| Hibernian      | 4–5    | Hajduk Split   | 4–2    | 0–3    |

### Semifinaler
| Lag 1        | Totalt | Lag 2        | Möte 1 | Möte 2 |
| AC Milan     | 2–0    | Sparta Prag  | 1–0    | 1–0    |
| Leeds United | 1–0    | Hajduk Split | 1–0    | 0–0    |

### Final
|             | 16 maj 1976 | AC Milan            | 1 – 0           | Leeds United | Kaftanzoglio Stadium                                           |                                                                |
| 20:00 UTC+1 | 20:00 UTC+1 | Luciano Chiarugi 5′ | (1 – 0) Rapport |              | Thessaloniki Publik: 40 154 Domare: Christos Michas (Grekland) | Thessaloniki Publik: 40 154 Domare: Christos Michas (Grekland) |
| 20:00 UTC+1 | 20:00 UTC+1 |                     |                 |              | Thessaloniki Publik: 40 154 Domare: Christos Michas (Grekland) | Thessaloniki Publik: 40 154 Domare: Christos Michas (Grekland) |
| 20:00 UTC+1 | 20:00 UTC+1 |                     |                 |              | Thessaloniki Publik: 40 154 Domare: Christos Michas (Grekland) | Thessaloniki Publik: 40 154 Domare: Christos Michas (Grekland) |